# Дезіре Карофільо
Дезіре Карофільо (італ. Desiree Carofiglio; нар. 11 березня 2000, Мілан, Італія) — італійська гімнастка. Призерка чемпіонату світу в команді.

## Спортивна кар'єра
Батьки були тренерами зі спортивної гімнастики, тому дитинство провела у спортивному залі. Тренується в Тіціани Ді Пілато в Технічному центрі національної федерації гімнастики в Мілані та з Енріко Каселло, Монікою Бергамеллі, Марко Камподоніко, які є тренерами збірної.

#### 2018
Прооперовано коліно, до тренувань повернулась у вересні.

#### 2019
На дебютному чемпіонаті світу в Штутгарті, Німеччина, разом з Еліса Іоріо, Джорджією Вілла, Алісою Д'Амато та Асією Д'Амато в командних змаганнях сенсаційно здобули бронзові нагороди, що стало повторенням найкращого результату італійської збірної в командних змаганнях з чемпіонату світу 1950 року, крім того, здобули командну олімпійську ліцензію на Олімпійські ігри 2020 у Токіо, Японія.

## Результати на турнірах
| Рік  | Змагання        | КБ | ІБ | Опорний стрибок | Різновисокі бруси | Колода | Вільні вправи |
| ---- | --------------- | -- | -- | --------------- | ----------------- | ------ | ------------- |
| 2019 | Чемпіонат світу | 3  |    |                 |                   |        |               |